# John Kendrew
Sir John Cowdery Kendrew (Oxford, Inglaterra 24 de marzo de 1917-Cambridge 23 de agosto de 1997) fue un químico inglés galardonado con el Premio Nobel de Química del año 1962.

## Biografía
John Kendrew nació el 24 de marzo de 1917 en Oxford, Oxfordshire, Inglaterra. Hijo de Wilfrid George Kendrew y Evelyn May Graham Sandburg. Tras la escuela preparatoria en la Dragon School en Oxford, ingresó en el Clifton College en Bristol, donde cursó estudios entre 1930 y 1936. Estudió química en el Trinity College de la Universidad de Cambridge, donde se licenció en 1939.
Durante la Segunda Guerra Mundial prestó servicios en el Ministerio de Producción Aeronáutica, inicialmente en su investigaciones acerca de la cinética química de las reacciones y posteriormente en el desarrollo del radar.
En 1940 se alistó en las investigaciones operacionales de la Real Fuerza Aérea británica, ocupando el rango honorífico de Wing Commander. 

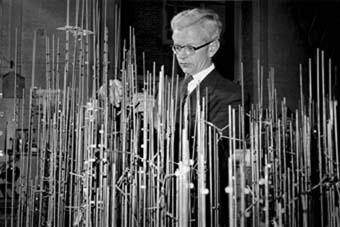
John Kendrew con un modelo de la molécula de mioglobina.

Durante los años de la guerra, se interesó en los problemas bioquímicos y decidió trabajar en las estructuras de las proteínas.
Tras finalizar la II Guerra Mundial regresó a Cambridge, doctorándose en 1949.

## Investigaciones científicas
Adjunto de Max Perutz en el Laboratorio de Biología Molecular del Britain's Medical Research Council, colaboró con él en el estudio de la estructura de las proteínas de los glóbulos rojos, realizando investigaciones paralelas a las de Max Ferdinand Perutz sobre la proteína muscular denominada mioglobina.
Los diagramas de difracción de rayos X en las cadenas peptídicas que constituyen la molécula de la mioglobina y en la cual se habían fijado previamente átomos pesados de oro o mercurio, le permitieron dilucidar la estructura espacial de esta molécula en 1959. En 1962 compartió con Perutz el Premio Nobel de Química por estos trabajos.
Existe al menos una obra suya traducida al español: Introducción a la Biología Molecular (1970, Madrid: Morata)

## Estructura cristalina de la mioglobina
Kendrew compartió el 1962 Premio Nobel de química con Max Perutz para la determinación de las primeras estructuras atómicas de proteínas utilizando cristalografía de rayos X . Su trabajo se realizó en lo que ahora es el Laboratorio de Biología Molecular MRC en Cambridge . Kendrew determinó la estructura de la proteína mioglobina , que almacena oxígeno en las células musculares .
En 1947 el MRC acordó crear una unidad de investigación para el Estudio de la Estructura Molecular de Sistemas Biológicos. Los estudios originales se centraron en la estructura de la hemoglobina de las ovejas , pero cuando este trabajo progresó tanto como fue posible utilizando los recursos disponibles en ese momento, Kendrew se embarcó en el estudio de la mioglobina , una molécula de solo una cuarta parte del tamaño de la molécula de hemoglobina. Su fuente inicial de materia prima fue el corazón de caballo , pero los cristales así obtenidos eran demasiado pequeños para el análisis de rayos X. Kendrew se dio cuenta de que el tejido conservador de oxígeno de los mamíferos buceadores podría ofrecer una mejor perspectiva, y un encuentro casual lo llevó a adquirir un gran trozo de carne de ballena. La mioglobina de ballena dio cristales grandes con patrones de difracción de rayos X limpios. Sin embargo, el problema seguía siendo insuperable, hasta que en 1953 Max Perutz descubrió que el problema de fase en el análisis de los patrones de difracción podía resolverse mediante múltiples reemplazos isomorfos : comparación de patrones de varios cristales; uno de la proteína nativa, y otros que habían sido empapados en soluciones de metales pesados y tenían iones metálicos introducidos en diferentes posiciones bien definidas. En 1957 se obtuvo un mapa de densidad de electrones con una resolución de 6 angstrom (0,6 nanómetros ), y en 1959 se pudo construir un modelo atómico con una resolución de 2 angstrom (0,2 nm).

## Premios y reconocimientos
Compartió con Max Ferdinand Perutz el Premio Nobel de Química de 1962.
Nombrado caballero en 1974; fue presidente de St. John's College, Oxford, en 1981.